# Jozef Verlinden
Josephus (Jozef ou Jef) Carolus Ludovicus Verlinden, né à Anvers le 16 septembre 1876 et décédé dans la même ville le 21 avril 1927 fut un homme politique belge, membre du parti ouvrier belge.

## Biographie
Jozef Verlinden, métallurgiste et forgeron de son état fut membre du conseil provincial de 1912 à 1919, un des 4 premiers socialistes. En 1911, il devint président de la locale de la Fédération Provinciale des Métallurgistes (PMB). Au début de la Première Guerre mondiale, le PMB envoya les métallos vers l'Angleterre, accompagnés de deux syndicalistes : Henri Longville et Willem Eekelers. Verlinden demeura à Anvers et fut condamné par les allemands à 10 ans de prison pour avoir fait fuir des métallos outre-Manche. Après guerre, en 1919, Verlinden fut élu député pour l'arrondissement d'Anvers. Il siégea sans discontinuer sauf une courte interruption de 1925 à 1927. En 1926, il fut aussi élu au conseil communal d'Anvers et en 1927, il devint échevin dans le collège catholique-socialiste de Frans Van Cauwelaert et Camille Huysmans. Il décéda quelques mois plus tard.

## Sources
- sa Bio sur ODIS